# Amoreira (Almeida)
Amoreira is een plaats (freguesia) in de Portugese gemeente Almeida en telt 185 inwoners (2001).